# Nemadi
I nemadi costituiscono una popolazione nomade della Mauritania e del Sahara Occidentale, dedita alla caccia e alla raccolta. Si stima che solo poche centinaia di individui appartenenti a questa etnia sopravvivano in piccoli gruppi nel deserto. Il loro calo demografico è riconducibile alla riduzione consistente della selvaggina da loro cacciata (orice e addax) nelle regioni sahariane a causa della caccia ivi praticata dagli occidentali degli anni settanta del XX secolo. Paradossalmente, il divieto stesso di caccia nella repubblica colpisce duramente proprio i nemadi, incapaci di adattarsi a forme di vita stanziali. Storicamente i nemadi costituiscono l'ottavo gradino della scala sociale della società nella Mauritania, venendo considerati inferiori agli harratin (i neri sub sahariani). I nemadi presentano tratti somatici molto simili a quelli caucasici, con occhi di colore verde grigio o azzurro e capelli biondo ramati.